# Chó chăn cừu Iceland
Chó chăn cừu Iceland là một giống chó mỏ nhọn có nguồn gốc từ Iceland do được người Viking mang đến đấy. Nó là giống tương tự như Buhund Na Uy và là loài tổ tiên của chó chăn cừu Shetland và Corgi xứ Wales hiện đại. Nó được cho là một trong những giống chó lâu đời nhất và là giống chó bản địa duy nhất của Iceland. Hiện nay, giống chó này vẫn thường được sử dụng để chăn cừu, gia súc và thậm chí là ngựa ở nông thôn tại Iceland.
Giống đôi khi được ký hiệu bằng tiếng Latinh là canis islandicus mặc dù nó là một giống và không phải là một loài.

## Lịch sử

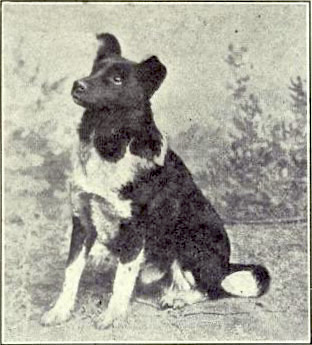
Tấm hình một con chó chăn cừu Iceland, được in trong Dogs of all Nations bởi "W. E. Mason" vào năm 1915.

Năm 1650, Sir Thomas Brown đã viết "Ở Anh có đôi thứ được xuất khẩu từ Iceland... một loại chó giống như một con cáo... mục đồng ở Anh đang mong muốn có được chúng!"
Giống chó chăn cừu Iceland tương tự với nhiều giống chó được tìm thấy trong ngôi mộ ở Đan Mạch và Thụy Điển từ khoảng năm 8000 trước Công Nguyên. Nhập khẩu chó đến Iceland bị hạn chế và từ năm 1901 thậm chí còn bị cấm.
Dịch hạch và đau răng nanh đã giết chết hơn 75% giống chó này vào cuối Thế kỷ 19, dẫn đến một lệnh cấm nhập khẩu chó đến Iceland. Giống chó chăn cừu thuần chủng của Iceland một lần nữa giáp tuyệt chủng vào cuối Thế kỷ 20 và trong năm 1969, Hiệp hội chó giống Iceland (HRFÍ) được thành lập để bảo tồn giống, ngoài ra còn một số những mục đích khác.
Giống chó chăn cừu Iceland được AKC (American Kennel Club, Hội công nhận chó thuần chủng tại Hoa Kỳ) công nhận vào tháng 6 năm 2010, cùng với các giống Leonberger và Cane Corso.

## Mô tả

### Ngoại hình
Sau đây là những tiêu chuẩn hiện tại cho giống chó này:
- Cổ: dài vừa phải, có cơ bắp, cong, nâng cao.
- Lưng: ngang bằng, có cơ bắp, khỏe.
- Ngực: dài, sâu, rất cong, đạt đến cẳng tay.
- Bụng: chỉ có một lằn nhỏ trở lên.
- Đuôi: cấu tạo cao, cuộn tròn, chạm vào lưng.
- Chân trước: thẳng, song song, khỏe.
- Bàn chân trước: ngón chân hình bầu dục, cong, kép chặt, với miếng đệm phát triển tốt.
- Vai: nghiêng, có cơ bắp.
- Chân sau: một hoặc hai móng vuốt thường sương trên mỗi chân.
- Dáng đi: hiển thị độ bền vững và sự nhanh nhẹn, chạy, đi được trên mặt đất dễ dàng.
- Đầu: mạnh mẽ, vừa sát da, hộp sọ dài hơn mõm làm cho nó trông như hình tam giác khi nhìn từ hai bên hoặc trên cao.
- Mũi: màu đen hoặc nâu đen ở các con có màu sáng hơn.
- Mõm: Sống mũi thẳng, hơi ngắn hơn hộp sọ, thuôn nhọn về phía mũi đều tạo thành hình tam giác.
- Môi: màu đen,,đóng vừa phải, đôi khi có một phần màu hồng.
- Má: phẳng.
- Mắt: trung bình, hình quả hạnh, nâu, viền đen.
- Tai: dựng cứng, kích thước vừa phải, hình tam giác, rất hay chuyển động khi chúng thay đổi sự nhạy cảm trong tâm trạng của con chó, rất nhạy cảm với thính giác.
- Chiều cao: đực: 46 cm; cái: 42 cm
- Màu sắc: màu nâu, nâu đỏ, sô-cô-la, màu xám, màu đen, với màu trắng như một màu sắc nổi bật cần thiết.
- Ngoại hình nhìn từ trên: hình chữ nhật, chiều dài từ vai đến gốc đuôi lớn hơn chiều cao tới vai.
- Chiều sâu ngực: bằng chiều dài của chân trước.
- Lông: hai loại: dài và ngắn, cả hai dày và không thấm nước.[7]

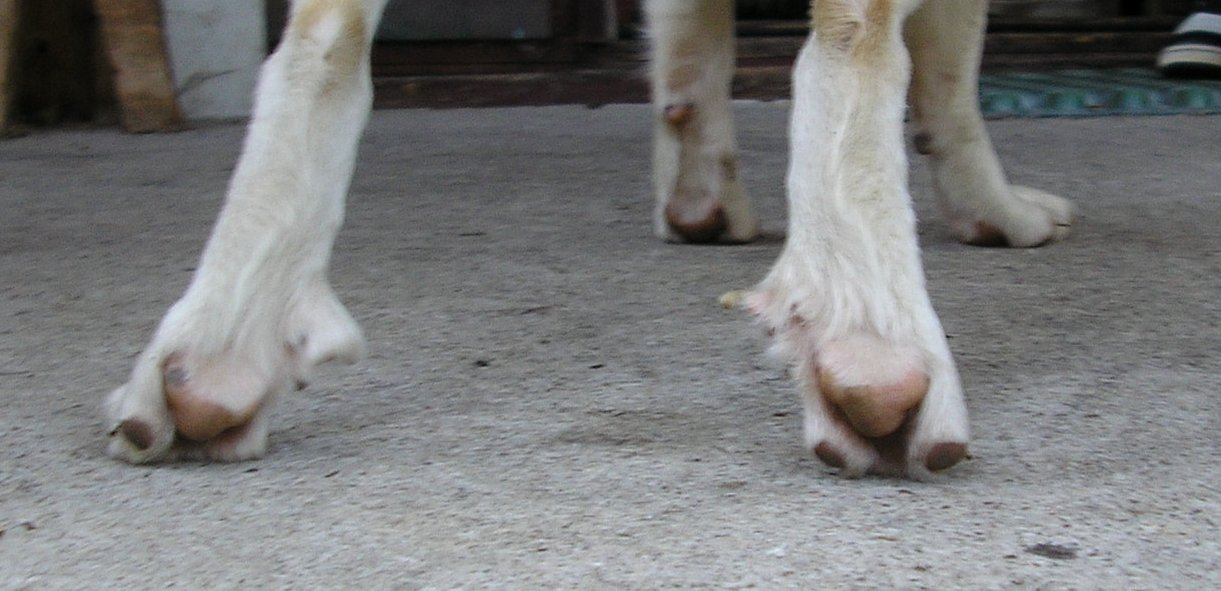
Chó chăn cừu Iceland thường có hai móng huyền ở mỗi chân sau.

### Tính cách
Chó chăn cừu Iceland rất nghiêm khắc và tràn đầy năng lượng. Khỏe mạnh và nhanh nhẹn, chúng rất hữu ích cho chăn nuôi gia súc hoặc tìm cừu thất lạc. Tuy nhiên, những con chó không được dùng để săn bắt. Chó chăn cừu Iceland rất lanh lợi và sẽ luôn luôn đón tiếp khách nhiệt tình, mà không hề hung hăng. Thân thiện và vui vẻ, giống chó chăn cừu của Iceland rất tò mò, hiếu động và không hề sợ hãi. Nó thường hòa thuận với trẻ em, cũng như những vật nuôi khác.
Giống chó chăn cừu của Iceland rất trung thành và luôn muốn ở xung quanh gia đình liên tục. Nó theo sau chủ nhân của nó ở khắp mọi nơi. Không giống như hầu hết những con chó làm việc, chúng bình tĩnh khi ở trong nhà và hạnh phúc nằm xuống dưới chân chủ của mình.

## Hoạt động

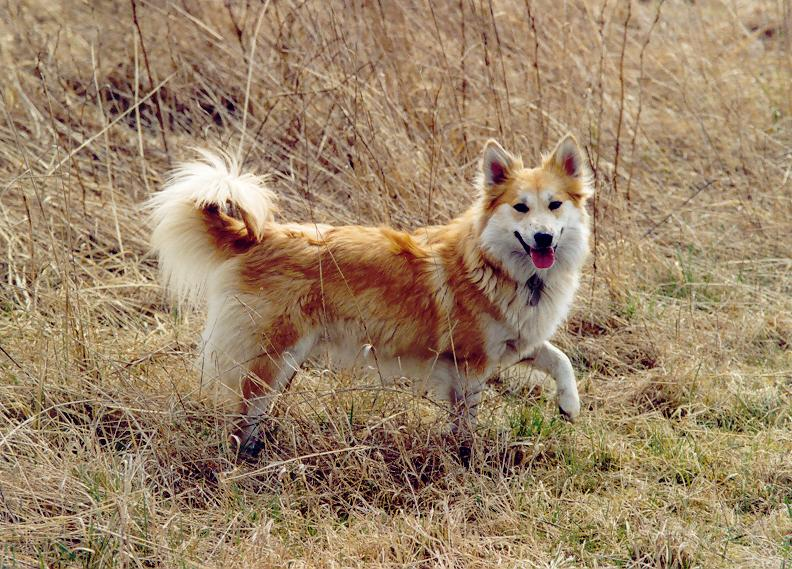
Một con chó chăn cừu Iceland chơi đùa ở bãi cỏ.

Như tên của nó, nó là một giống chó chăn cừu, nhưng cũng được sử dụng như để canh gác và làm việc. Khi chăn, các chú chó chăn cừu Iceland không được sử dụng chủ yếu để lùa những con cừu từ một nơi đến nơi khác, nhưng được dùng để ngăn chặn động vật đi lạc. Ngoài ra, con chó này còn phụ trách chăn ngựa, gia súc và các động vật khác. Khi chăn thất bại, những con chó điều khiển những con vật bằng cách sủa. Do đó, nó có xu hướng sủa khi nó muốn một cái gì đó, tuy nhiên hành vi này có thể được kiểm soát bằng cách đào tạo.
Ở Iceland, cừu thường bị mất và công việc của những con chó là tìm thấy chúng và đưa lại về đàn gia súc. Do đó chúng đã quen với việc tiếp tục làm việc riêng mình và tìm ra cho mình nhiều thứ, vì vậy chủ sở hữu phải cẩn thận vì sợ rằng nó sẽ học những điều không nên. Khi làm chó canh gác, nhiệm vụ chính của nó là để cảnh báo người dân khi có ai đó đang đến, vì vậy những con chó này có xu hướng sủa rất nhiều khi họ nhìn thấy có người tiếp cận.
Chó chăn cừu Iceland có thể tham gia thi đấu trong các cuộc thi dành cho chó và huấn luyện vâng lời. Bản năng và việc huấn luyện chăn gia súc có thể được kiểm tra tại các xét nghiệm chăn gia súc. Chó chăn cừu Iceland nào cho thấy được những bản năng chăn gia súc cơ bản có thể được đào tạo để tham gia thi đấu trong các cuộc thi chăn gia súc.